# Ken Chase
Kenneth „Ken“ Chase (* 1942 in Los Angeles, Kalifornien) ist ein US-amerikanischer Maskenbildner, der bei der Oscarverleihung 1986 für den Oscar für das beste Make-up nominiert war. Er gewann zwei Mal einen Emmy, für den er ein weiteres Mal nominiert war. Er war zudem zwei Mal für den Saturn Award für das beste Make-up nominiert.

## Leben
Kenneth „Ken“ Chase begann seine Laufbahn in der Filmwirtschaft als Maskenbildner ohne besondere namentliche Erwähnung (uncredited) bei Planet der Affen (1968). In den folgenden 25 Jahren wirkte er bis 2003 an über achtzig Produktionen von Filmen, Fernsehfilmen und Fernsehserien mit wie zum Beispiel Verrückter wilder Westen (1968–1969), Rauchende Colts (1972–1973), Rhoda (1976) und Helter Skelter – Die Nacht der langen Messer (1976). Bei der Primetime-Emmy-Verleihung 1977 gewann er zusammen mit Joe DiBella erstmals einen Emmy für herausragende Verdienste für Make-up für den Fernsehfilm Eleanor and Franklin: The White House Years (1977). Zusammen mit Joe DiBella, Zoltan Elek, Tom Miller und David Dittmar war er zudem bei der Primetime-Emmy-Verleihung 1979 für einen weiteren Emmy für herausragende Verdienste für Make-up nominiert, und zwar für Folge drei der Miniserie Roots – Die nächsten Generationen (1979). Für den Science-Fiction-Film Die Klapperschlange (1981) erhielt er bei der Saturn-Award-Verleihung 1982 zum ersten Mal eine Nominierung für den Saturn Award für das beste Make-up.
Bei der Oscarverleihung 1986 war Chase für das Filmdrama Die Farbe Lila (1985) für den Oscar für das beste Make-up nominiert. Er gewann bei der Primetime-Emmy-Verleihung 1990 für Midnight Train to Moscow (1989) einen weiteren Emmy für herausragende Verdienste für Make-up. Im folgenden Jahr war er bei der Saturn-Award-Verleihung 1991 mit Michael Mills und Kenny Myers für Zurück in die Zukunft II (1989) abermals für den Saturn Award für das beste Make-up nominiert.
In den folgenden Jahren arbeitete er als Maskenbildner an weiteren bekannten Produktionen mit wie Kindergarten Cop (1990), City Slickers – Die Großstadt-Helden (1991), Ein Yuppie steht im Wald (1992), 4 himmlische Freunde (1993), Mr. Holland’s Opus (1995), Agent 00 – Mit der Lizenz zum Totlachen (1996), Private Parts (1997), Sechs Tage, sieben Nächte (1998), EDtv (1999), Familie Klumps und der verrückte Professor (2000), Schlimmer geht’s immer! (2001), Evolution (2001) sowie zuletzt Old School – Wir lassen absolut nichts anbrennen (2003).

## Auszeichnungen
Oscar
- 1986: Nominierung für den Oscar für das beste Make-up für Die Farbe Lila

Primetime Emmy
- 1977: Emmy für herausragende Verdienste für Make-up für Eleanor and Franklin: The White House Years
- 1978: Nominierung für den Emmy für herausragende Verdienste für Make-up für Roots – Die nächsten Generationen
- 1990: Emmy für herausragende Verdienste für Make-up für Midnight Train to Moscow (1989)

Saturn Award
- 1982: Nominierung für den Saturn Award für das beste Make-up für Die Klapperschlange
- 1991: Nominierung für den Saturn Award für das beste Make-up für Zurück in die Zukunft II

## Filmografie (Auswahl)
- 1969: Hawaii Fünf-Null
- 1970: Sommer ’42
- 1972: Jeremiah Johnson
- 1980: Der lange Tod des Stuntman Cameron
- 1980: Flamingo Road
- 1981: Kein Mord von der Stange
- 1981: Sharky und seine Profis
- 1982: Das Ding aus einer anderen Welt
- 1982: Der Spielgefährte
- 1983: Zwei ausgekochte Gauner
- 1983: Star 80
- 1983: Das ausgekochte Schlitzohr III
- 1985: Der Falke und der Schneemann
- 1985: Fletch – Der Troublemaker
- 1985: Zurück in die Zukunft
- 1986: Big Trouble in Little China
- 1985: Auf der Suche nach dem goldenen Kind
- 1987: Schmeiß’ die Mama aus dem Zug!
- 1988: Der Couch-Trip
- 1988: Falsches Spiel mit Roger Rabbit
- 1988: Memories of Me
- 1989: Die Wilde von Beverly Hills
- 1989: Harry und Sally
- 1993: Eine Familie namens Beethoven
- 1999: Knocked Out – Eine schlagkräftige Freundschaft